# Брюэр, Грэди
Грэ́ди Ламо́нт Брю́эр (англ. Grady Lamont Brewer; 22 декабря 1970, Лотон) — американский боксёр-профессионал, выступавший во второй средней весовой категории. Владел поясами чемпиона мира по версиям IBA и IBC, интерконтинентального чемпиона по версии IBO. Также известен как победитель второго сезона реалити-шоу «Претендент».

## Биография
Грэди Брюэр родился 22 декабря 1970 года в городе Лотон, штат Оклахома. Активно заниматься боксом начал в возрасте одиннадцати лет под присмотром своего отца-боксёра. Успешно выступал на местных соревнованиях, в том числе одержал победу на турнирах «Золотые перчатки» и Toughman Contest, однако в национальную сборную пробиться не смог, всегда оставаясь на вторых ролях. Всего в любительском боксе провёл 45 боёв, из них 40 окончил победой.
С 1999 года Брюэр выступает на профессиональном уровне, в первых своих матчах одержал несколько уверенных побед, но были и поражения, например, уже в шестом своём бою уступил малоизвестному боксёру Джесси Гонсалесу. В 2002 году завоевал свой первый титул среди профессионалов — стал чемпионом штата Техас. В 2005 году выиграл пояс чемпиона мира по версии Интернациональной боксёрской ассоциации. Участвовал во втором сезоне реалити-шоу «Претендент», где представлял так называемую синюю команду. Легко расправился с двумя соперниками Уинроем Барретом и Майклом Стюартом, после чего с трудом одолел Норберто Браво, побывав в первом раунде в нокдауне. В финале, прошедшем 26 сентября 2006 года в Стэйплс-центре, по очкам выиграл у Стива Форбса и стал победителем турнира.
В 2008 году Грэди Брюэр получил титул чемпиона мира по версии Международной боксёрской организации, раздельным решением судей победил Корнелиуса Бандрейджа. Год спустя в бою с представителем Канады Альбертом Онолуносе добыл пояс чемпиона мира по версии Международного боксёрского совета. В 2011 году побил непобеждённого проспекта Фернандо Герреро из Доминиканской республики и стал чемпионом Северо-американской боксёрской федерации. В 2012 году завоевал пояс интерконтинентального чемпиона Международной боксёрской организации, которым владеет по сей день. В мае 2013 года в бою за пояс чемпиона PABA потерпел поражение от россиянина Дмитрия Чудинова.
За свою карьеру Брюэр проиграл многим боксёрам, которые впоследствии стали знаменитыми чемпионами. Среди них Джермен Тейлор, Келли Павлик, Эрисланди Лара, Питер Манфредо, Деметриус Андраде. Ныне Грэди Брюэр живёт в своём родном городе Лотоне, где тренируется в собственном боксёрском зале. Помимо этого, работает на заводе Goodyear Tire and Rubber Company. Женат, есть четверо детей.